# Daniel Keita-Ruel
Daniel Keita-Ruel (Wuppertal, 21 settembre 1989) è un calciatore francese, attaccante svincolato.